# Friedrich Gerstäcker
Friedrich Gerstäcker (Hamburg, 1816. május 10. – Braunschweig, 1872. május 31.) német regény- és útirajzíró.

## Élete
Apja korai halála után Braunschweigba került, majd pedig Lipcsében és a Grimma melletti Döbenben gazdasági iskolát végzett. 1837-ben Észak-Amerikába ment, ahol az őserdőkben, mint vadász, kalandos életet élt. 1843-ban Németországba visszatért, ahol élményeit megírta és kiadta.
Első művei: Streif- und Jagdzüge durch die Vereinigten Staaten von Nordamerika (Drezda, 1844, 2 kötet, 2. kiad. 1856); Die Regulatoren in Arkansas (Lipcse, 1843, 3 kötet, 8. kiad. 1883); ezt követték: Der deutschen Auswanderer Fahrten und Schicksale (uo. 1847); Mississippibilder (uo. 1848); Reisen um die Welt (uo. 1848); Die Flusspiraten des Mississippi (uo. 1848); Amerikanische Wald- und Strombilder (uo. 1849).
1849-52-ben Gerstäcker utazást tett a Föld körül, 1862-ben pedig elkísérte góthai Ernő herceget Egyiptomba és Abessziniába. Hazatérése után Coburgban telepedett le, ekkor adta ki: Achtzehn Monate in Süd Amerika (Lipcse, 1862, 3 kötet) című művét és még számos regényt, melyek mindegyike vonzó és színdús leírásokban adja képét az általa beutazott országok lakóinak.
1867-68-ban ismét nagyobb utazást tett Észak- és Dél-Amerikába, melyet Neue Reisen (Jena, 1868, 3 kötet, 4. kiad. 1885) című regényében ír le. A hazatérése után, felváltva Drezdában és Braunschweigban élt. Későbbi regényei közül: Eine Mutter; Der Erbe és Im Eckfenster címűek Németországban játszódnak.
Még hogy lakni valahol? Édes Istenem, milyen hosszú időn át nem is tudtam, mit jelent ez, nem is volt állandó otthonom. Tovább – egyre csak tovább, a lenyugvó nap nyomában …
Utolsó munkái: In Amerika (Jena, 1872, 3 kötet, 4. kiad. 1 kötet, 1888) és Ein Plagiar (Berlin, 1872, 2. kiad. 1884). Összes művei halála után jelentek meg 44 kötetben (Jena, 1872-78); azonkívül válogatott munkái 12 kötetben (uo. 1889-91).

## Magyarul megjelent művei
- Az arkanzaszi lókötők. Jelenetek az amerikai erdőéletből, 1-4. rész; ford. Ágai Adolf, Zilahy Károly; Hartleben, Pest, 1860
- Végzetek. Regény; ford. Zólyomi Iildikó; In: Új regélő, 3. évf., 1872
- A Missisippi folyam kalózai. Regény; Lampel, Pest, 1878 (Piros könyvtár)
  - (Zsiványok a Mississippin; Kaland a Mississipin címen is)
- A rabszolga-lány. Amerikai regény; ford. Henyei László; Budapest Kiadóhivatal, Bp., 1879 (Piros könyvtár)
- Végzetek. Regény az amerikai életből; ford. Zólyomi Ildikó; Buzárovits, Esztergom, 188? (Mulattató zsebkönyvtár)
- John Wells. Regény / A menekülés / Bikaviadal; Tolnai, Bp., 1926 (Tolnai regénytára)
- Aranyásók. Regény; Tolnai, Bp., 1926 (Tolnai regénytára)
- Zsiványok. Regény; Tolnai, Bp., 1926 (Világkönyvtár)
- A játékbarlang. Regény; Tolnai, Bp., 1927 (Tolnai regénytára)
- A rabnő. Regény; ford. Moly Tamás; Tolnai, Bp., 1928 (Tolnai regénytára)
- Megváltó szenvedés; Színes Regénytár Kiadóvállalat, Bp., 1929 (Szines regénytár)
- A fehér ördög. Regény; Tolnai, Bp., 1930 (Tolnai regénytára)
- Perzselő szerelem; ford. Tábori Pál; Singer-Wolfner, Bp., 1934 (Milliók könyve)
- Zsiványok a Mississippin; átdolg., ford. Vigh István; Forrás, Bp., 1943 (A kaland klasszikusai)
  - (A Missisippi folyam kalózai; Kaland a Mississipin címen is)
- Kalózvilág a Mississippin. Regény; ford. Szalay Gyula; Csáthy Rt., Bp., 1943
- Kaland a Mississipin. Regény; ford. Frank László; Móra, Bp., 1961 (Ifjúsági kiskönyvtár)
  - (Zsiványok a Mississippin; A Missisippi folyam kalózai címen is)
- Az indián bosszúja. Regény; ford., ifjúsági átdolg. Fazekas László; Móra, Bp., 1964 (Delfin könyvek)[10]
- Aranyláz Kaliforniában; ford., átdolg. Sallay Gergely; Móra, Bp., 1988 (Delfin könyvek)
- A rabszolgalány. Regény; ford. Frank László; Hunga-print, Bp., 1994 (Hunga könyvek)

### AMagyar Elektronikus Könyvtárban
- A halott útvámszedő
- A Wendelsheim örökség